# 殺人会社 (映画)
『殺人会社』（さつじんがいしゃ、原題：Murder, Inc.）は、1960年制作のアメリカ合衆国の映画。
“殺人株式会社”の異名をとった1930年代のアメリカに実在した犯罪組織マーダー・インクを基にした小説の映画化。スチュアート・ローゼンバーグの監督デビュー作品（バート・バラバンと共同）。
殺し屋を演じたピーター・フォークは第33回アカデミー賞で助演男優賞にノミネートされた。

## あらすじ
ニューヨークのブルックリンに、表向きは衣料会社だが、裏では暗黒街の親玉レプケの指示により殺人を行う“殺人会社”があった。
ある避暑地のナイトクラブを狙っていたレプケは、殺し屋レルズにオーナーを殺させた。しかし、その事件の事でレプケは法廷で証言することになった。
レプケは自分に不利な証人を殺したが、不利な証人は他にもいた。失業中のナイトクラブの歌手ジョーイと、その妻でダンサーのイーディだった。
レプケはレルズやジョーイ夫婦を殺す指示を発した。一方、ジョーイはターカス検事やイーディから証言するよう説得を受けるが、妻の身を案じて証言を拒否し続けた。
だがそんな中、レルズとイーディが相次いで殺され、ジョーイはついに証言を決意する。

## キャスト
- ジョーイ：スチュアート・ホイットマン
- エイブ・レルズ：ピーター・フォーク
- イーディ：メイ・ブリット
- ターカス検事：ヘンリー・モーガン
- ルイス・"レプケ"・バカルター：デヴィッド・J・スチュアート
- エマニュエル・ワイス：ジョセフ・バーナード
- ウォルター：モーリー・アムステルダム
- アルバート・アナスタシア：ハワード・スミス
- トービン：サイモン・オークランド
- ジョセフ・キャンパネラ
- シーモア・カッセル
- シルヴィア・マイルズ
- ヴィンセント・ガーディニア
- サラ・ヴォーン